# Harpadon translucens
Harpadon translucens is een straalvinnige vissensoort uit de familie van hagedisvissen (Synodontidae). De wetenschappelijke naam van de soort is voor het eerst geldig gepubliceerd in 1889 door Saville-Kent.